# 檔案名稱
文件名是一註明電腦上每一檔案的特別字串。在不同的作業系統中，對檔案名稱在長度及可允許使用的字元上可能作出限制。檔案中的「通用资源标志符 - URI」最少是由四個部份組成的：
1. 電腦ID (IP位址，網名或LAN電腦名稱。例如： wikipedia.org、207.142.131.206或\\MYCOMPUTER )
2. 裝置(磁碟、根掛載點、磁碟區。例如： C:，/)
3. 路徑 (目錄樹的位置：在第一個和最後一個路徑分隔線之間的任何字元)
4. 檔案名稱

要參照在遠端電腦中的檔案 (即：主機，伺服器) 它的網路ID必須提供在內。如果它的URI沒有路徑部份，那檔案部份便假設在現時工作的目錄。
在很多的系統中，包括DOS及UNIX，是可以句點(.)方式，將檔案名稱分成兩個部份，包括可含有一個或多個字元的副檔名。這兩個部份包括：
- 檔案的基本名稱 (即：適當的檔案名稱，主要檔案名稱) 及
- 檔案的扩展名 (通常是指出與指定格式有關聯的文件格式或MIME類型)

在同一個目錄中，檔案名稱必須是要唯一的。但是，兩個檔案在不同的目錄中，其名稱是可以相同的。在某些的作業系統中，比如UNIX及Macintosh作業系統中，可以容許一個檔案可以多於一個名字，這稱作替身或硬連結 (請同時參閱：inode)。
注意：這種連結方式是與Windows捷徑、象徵連結、軟連結或超連結不同的。

## 保留字元
在部份的作業系統例如Windows中，檔案系統裏的某些字元因為含有特別的意思。因此在这些作業系統中，檔案的名稱不可以包括以下的字元：
- 任何控制字元 (0-31)
- / 斜線(SLASH) (使用為路徑分隔線；UNIX中的根目錄符號)
- | 管道(PIPE)
- \ 反斜線(BACKSLASH) (使用為路徑分隔線)
- ? 問號(QUESTIONMARK) (在Windows作業系統中使用為一個萬用字元)
- " 雙引號(DOUBLE-QUOTATIONMARK) (這使用於標示含有空白字元的檔案名稱)
- * 星號(STAR) (在Windows作業系統中使用為萬用字元)
- : 冒號(COLON) (這使用於決定哪一個掛載點 / Windows作業系統中的磁碟)
- < 小於(LESS THAN)（原先由使用者在主控台輸入的訊息改由文字檔輸入）
- > 大於(GREATER THAN)（原先輸出至主控台的訊息改輸出至文字檔）
- . 句點(可允許使用，但最後的句點會被詮釋為副檔名的分隔)

另外，某些檔案名稱亦會保留，不能作為檔案名稱使用。
例如，DOS的裝置檔案：

CON, PRN, AUX, CLOCK$, NUL, COM1, COM2, COM3, COM4, COM5, COM6, COM7, COM8, COM9, LPT1, LPT2, LPT3, LPT4, LPT5, LPT6, LPT7, LPT8, and LPT9.

包含保留字的檔案名稱或檔案結尾，例如 aux.c ， file.aux 或 NUL.txt 等在內的檔案名稱應該避免使用。
Unix及类Unix系统一般允许在档案名中使用任何字符，而仅不可使用ASCII NULL（\0）和斜线（/）字符。

## 文件名在不同OS中的比较
由於在多數的作業系統中的編碼問題，這不建議使用西歐或空白以外的字元作為檔案名稱。同時在某些作業系統中 (UNIX/UNIX-LIKE) ，大小写不同的寫法可以有不同的解釋——myFile是跟myfile不同的——這不同於其它的作業系統(Windows)。
以下列出了不同操作系统中文件名的比较。要注意对于其中的不少操作系统，最大长度、编码、大小寫相異等特性会按照文件系统的改变而改变。
| 系統                               | 编码                                  | 大小寫相異                 | 允許字元          | 保留字元                                                    | 保留字        | 最大長度                                                   | 備註                                                  |
| ---------------------------------- | ------------------------------------- | -------------------------- | ----------------- | ----------------------------------------------------------- | ------------- | ---------------------------------------------------------- | ----------------------------------------------------- |
| MS DOS                             | ANSI                                  | 否 (FAT DOS 文件名)        | A-Z,0-9,-,_       | 全部，除了已允許的字元                                      |               | 12                                                         | ISO-9660, CD檔案格式                                  |
| Winows 95 (FAT)                    | ANSI                                  | 否                         | A-Z,a-z,0-9,-,_   | \?*<":>+[] 控制字元                                         |               | 255                                                        |                                                       |
| Windows (exFAT)                    | UTF-16                                | 否                         |                   | \?*<":> 控制字元                                            |               | 255                                                        |                                                       |
| Windows (NTFS)                     | UTF-16                                | 可選用                     | 任何              | \?*<":> 控制字元                                            | aux, con, prn | 32,767个Unicode字符，其中每个成分(目录或文件名)最长255字符 | IE 中網址列的最大長度                                 |
| OS/2 (HPFS)                        | 任何8 bit長度字元                     | 否                         | 任何8 bit長度字元 | \?*<":>                                                     |               | 254                                                        |                                                       |
| Mac OS (HFS)                       | 任何8 bit長度字元                     | 否                         | 任何8 bit長度字元 | :                                                           |               | 255                                                        | 舊版Finder中上限為31字元                              |
| Mac OS X (HFS+)                    | 默认 UTF-8，其他同 UNIX。             | 大小寫保留，是否区分视设定 | 任何              | : (classic Mac OS與Carbon layer macOS) / (Unix layer macOS) |               | 255                                                        | 同 UNIX                                               |
| UNIX                               | C (ANSI) 视 LC_ALL 变量和挂载设置     | 是                         | 任何              | /                                                           |               | 256                                                        | 以 . 為首的被当作系統檔案（常作为软件配置的隐藏文件） |
| Linux (Ubuntu 12.04, 以 ext4 为主) | 默认 UTF-8，其他同 UNIX。             | 是                         | 任何              | /                                                           |               | 视文件系统，一般为 256                                     | 同 UNIX                                               |
| BSD (FreeBSD 9)                    | 常用 C (ANSI) 或 UTF-8，其他同 UNIX。 | 是                         | 任何              | /                                                           |               | 视文件系统，一般为 256                                     | 同 UNIX                                               |

注意：在ISO 9660的檔案系統中，最大的目錄層次為8層，假設檔案最大長度為255個字元，這可知道在這個檔案系統中，URL的最大長度是2040個字元。

## 脚注
1. ↑  多语言 Windows 出现后，Windows 仍然习惯把本地代码页叫做 ANSI，但这些代码页（如 CP936）不一定是 ANSI 发布的。
2. ↑  由于 Linux 之类的类 UNIX 系统区分大小写的缘故，常有一种恶作剧，即在他人 C 盘目录下创建多个仅大小写不同的文件夹，导致 Windows 发生文件系统错误。在这些系统上，有一些 NTFS 和 FAT 驱动会检测到这一行为并且警告。